# Фирсов, Сергей Александрович
Серге́й Алекса́ндрович Фи́рсов (11 сентября 1971 года, Ангрен, Ташкентская область, Узбекистан — 7 февраля 1995 года, Грозный, Россия) — российский офицер морской пехоты, участник Первой чеченской войны. Герой Российской Федерации (3.05.1995, посмертно). Старший лейтенант (1994).

## Биография
Родился 11 сентября 1971 года в городе Ангрен, Ташкентской области, Узбекской ССР. В 1988 году закончил Свердловское суворовское военное училище, после чего был призван в ряды Вооружённых сил СССР. В том же году поступил в Ульяновское высшее танковое командное училище, которое в 1991 году было расформировано, и Фирсов был направлен в Ташкентское высшее танковое командное училище, которое окончил в 1992 году. После окончания училища был направлен на Тихоокеанский флот, где командовал танковым взводом в 141-м гвардейском танковом полку 40-й орденов Ленина и Суворова дивизии береговой обороны имени Серго Орджоникидзе береговых войск Тихоокеанского флота. В июне 1994 года был назначен на должность командира разведывательной роты танкового полка, с присвоением звания «старший лейтенант».
Служил в составе 42-го отдельного морского разведывательного пункта специального назначения Тихоокеанского флота ВМФ России, одна рота которого воевала в Чечне в составе 165-го полка морской пехоты.
В январе 1995 года Фирсов в составе сводной полковой тактической группы от 165-го полка морской пехоты Тихоокеанского флота был направлен в Чечню, где шла Первая чеченская война. Являлся заместителем командира разведывательной роты полка, участвовал в штурме Грозного. 7 февраля 1995 года разведчики под командованием Фирсова обнаружили расположение боевиков в районе городского автовокзала, однако и разведчики были замечены боевиками. В ходе четырёхчасового неравного боя, в котором четверых разведчиков окружили более ста боевиков, командование которых неоднократно предлагало сдаться морским пехотинцам, но они продолжали вести огонь по боевикам. В ходе боя погибли все разведчики — старший лейтенант Фирсов, сержант Юрий Зубарев, матросы Вадим Выжимов и Андрей Сошелин. Вскоре на теле Фирсова было обнаружено 72 пулевых ранения. Сергей Александрович Фирсов был похоронен в поселке Серебряные Пруды (Московская область).
Указом Президента Российской Федерации № 434 от 3 мая 1995 года за мужество и героизм, проявленные при выполнении воинского долга старшему лейтенанту Сергею Александровичу Фирсову посмертно присвоено звание Героя Российской Федерации.

## Награды
- Медаль «Золотая Звезда» Героя Российской Федерации

## Память
- Навечно зачислен в списки курсантов Екатеринбургского суворовского военного училища, в здании училища установлен бюст Героя[6].
- В Серебряных прудах имя Героя присвоено физкультурно-оздоровительному комплексу, на котором установлена мемориальная доска.
- В сентябре 2005 года на территории 55-й дивизии морской пехоты во Владивостоке состоялось открытие мемориала памяти морским пехотинцам, погибшим при исполнении воинского долга и при установлении конституционного порядка в Чеченской Республике. Среди имен погибших морских пехотинцев находится и имя С. А. Фирсова. На территории дивизии заложена аллея в честь пяти героев России: майора Павла Гапоненко, старшего лейтенанта Сергея Фирсова, лейтенанта Владимира Боровикова, прапорщика Андрея Днепровского и мичмана Андрея Захарчука.
- В сентябре 2011 года в Екатеринбургском суворовском военном училище был открыт памятник-мемориал, посвященный выпускникам училища, погибшим при исполнении служебных обязанностей и выполнении интернационального долга, на котором выбита фамилия С. А. Фирсова.
- В посёлке Серебряные Пруды Московской области в честь Фирсова названа улица.
- Ежегодно проводится турнир по дзюдо в память Сергея Фирсова.
- В 2009 году военно-патриотическому клубу «Альфа» из города Одинцово Московской области было присвоено имя Героя России Сергея Фирсова.
- 27 марта 2020 года почтой России была выпущена почтовая марка из серии «Герой Российской Федерации» с изображением С. А. Фирсова. К выпуску марки также были подготовлены конверты первого дня и штемпеля специального гашения для Москвы и Санкт-Петербурга.